# Jules Simon

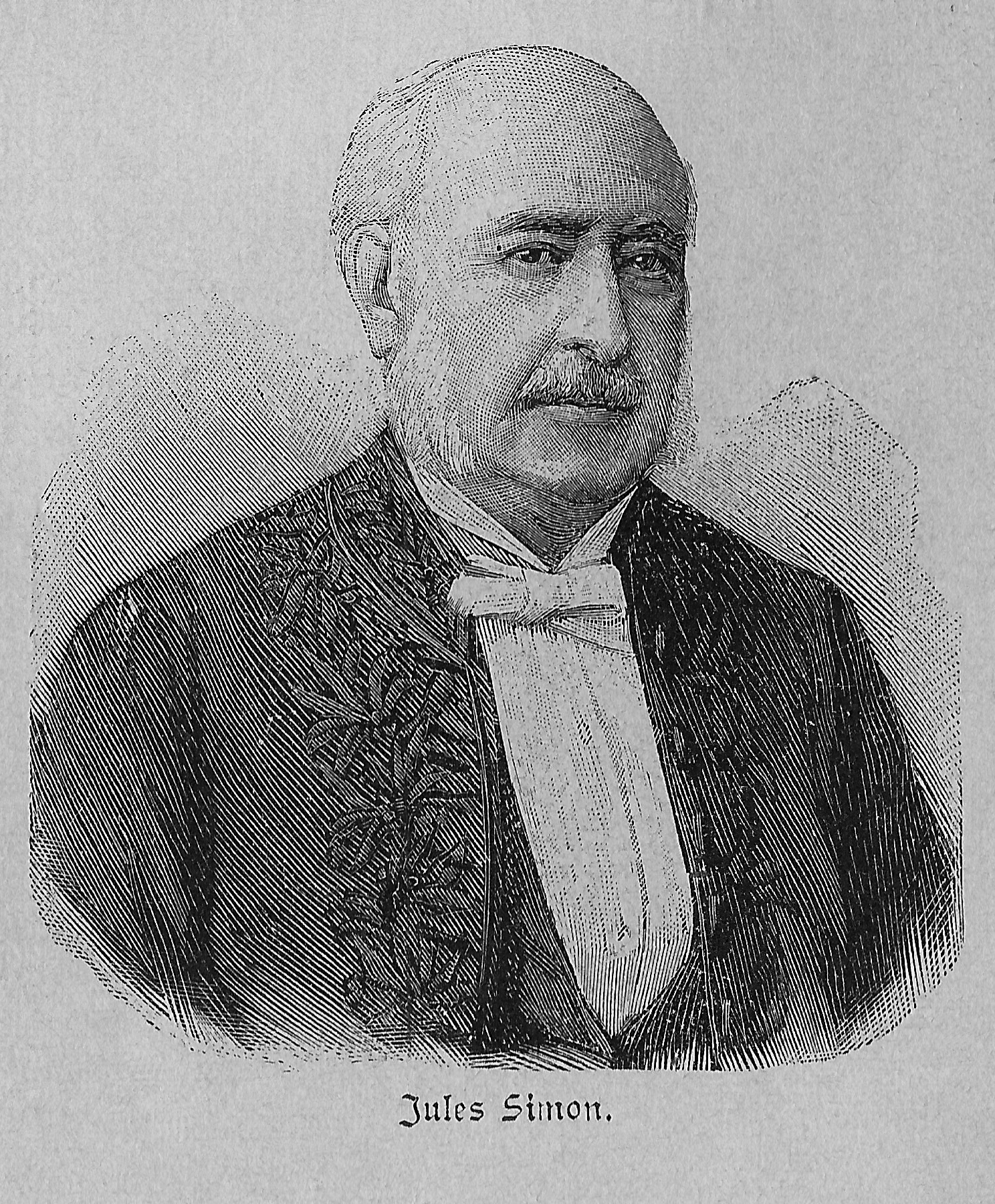
Jules Simon

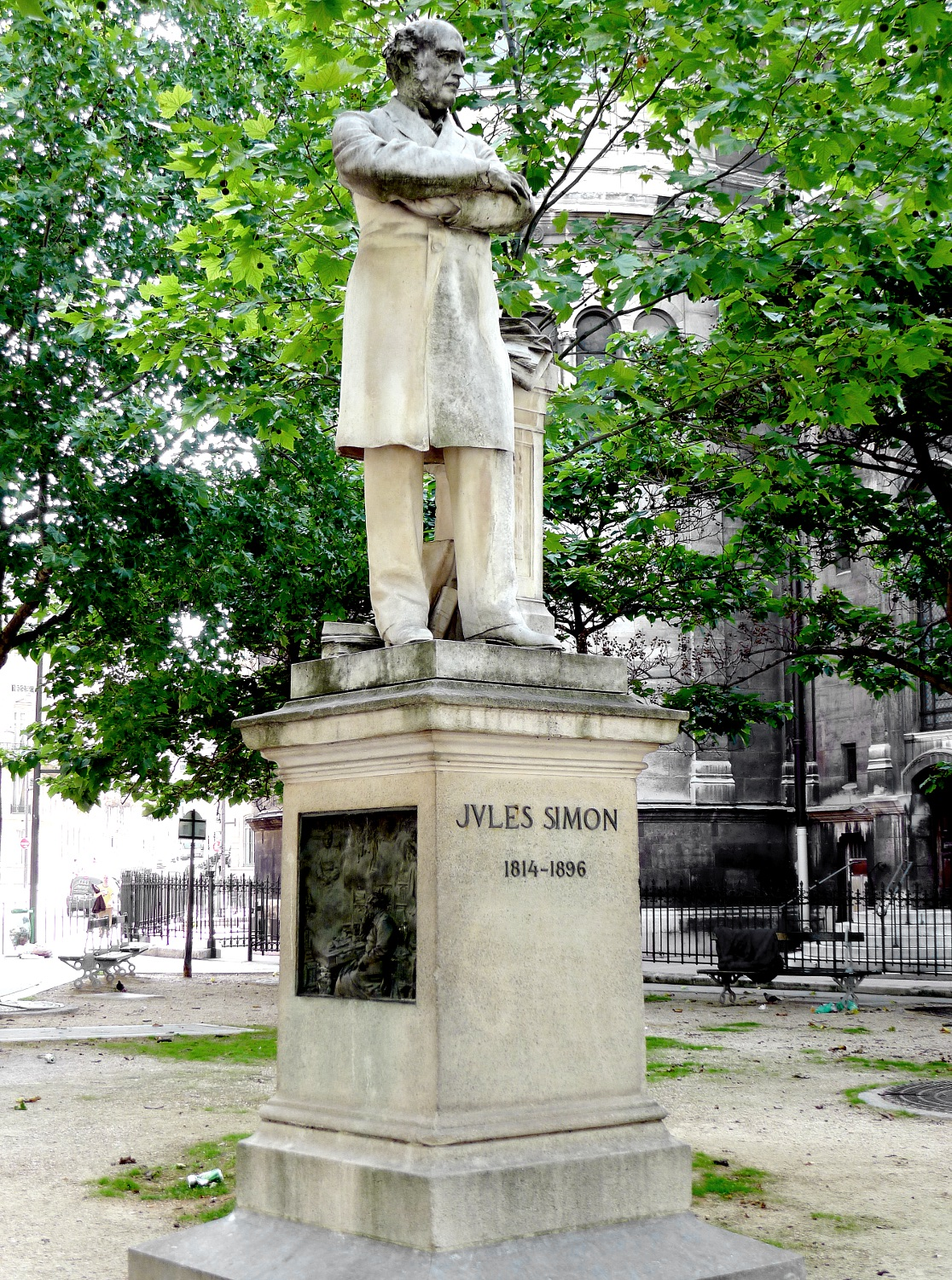
Jules Simon - Place du Guatemala in Paris, von Denys Puech.

Jules François Simon, geboren als Jules-François-Simon Suisse, (* 31. Dezember 1814 in Lorient; † 8. Juni 1896 in Paris) war ein französischer Politiker und Philosoph.

## Leben
Simon entstammte einer Tuchhändlerfamilie. Er studierte an der École normale supérieure Philosophie, ab 1839 arbeitete er als Lektor und Professor der Philosophie an der Sorbonne. Er galt als einer der bedeutendsten Gräzisten seiner Zeit. Nach einer gescheiterten Kandidatur 1847 wurde er 1848 als Republikaner für das Departement Côtes-du-Nord Mitglied der Deputiertenkammer. Am Beginn seiner politischen Laufbahn widmete er sich vor allem der Weiterentwicklung des französischen Schulsystems. 1849 legte er sein Mandat nieder, um dem Staatsrat beitreten zu können. Da er sich als deutlicher Gegner Napoleons III. positioniert hatte, verlor er kurz darauf sämtliche politischen Ämter.
Ab 1863 gehörte Simon als Deputierter der Opposition dem Corps Législatif (Zweites Kaiserreich) an. Dort führte er den gemäßigten Flügel der Republikaner an. Von 1870 bis 1871 war er als Unterrichtsminister Mitglied der provisorischen Regierung der Nationalen Verteidigung. Léon Gambettas Rücktritt als Innenminister am 6. Februar 1871 ging maßgeblich auf Simons Betreiben zurück.
Mit Gründung der Dritten Französischen Republik im Jahr 1871 wurde Simon in die Nationalversammlung gewählt und gehörte der ersten Regierung der neuen Republik als Minister für öffentlichen Unterricht an. 1875 wurde er zum Senator auf Lebenszeit ernannt. Von 1876 bis 1877 war Simon als Nachfolger von Jules Dufaure selbst Premierminister und zugleich Innenminister.
Simon, der sich selbst als Republikaner und Konservativer bezeichnete, wurde am 16. Mai 1877 durch Präsident Patrice de Mac-Mahon entlassen, was eine Verfassungskrise auslöste. Grund war auch der Vorwurf der Linksrepublikaner um Léon Gambetta und Jules Ferry, dass er zu nachgiebig gegenüber klerikalen Kreisen sei. Er war gegen die Boulangisten. Seine politische Laufbahn beschloss Simon im Senat, wo er sich wieder vor allem schulpolitischen Fragen widmete.
Von 1879 bis 1881 war er Chefredakteur der Zeitung Le Gaulois.
1884 wurde Simon in die American Academy of Arts and Sciences gewählt.

## Werke in deutscher Übersetzung
- Jules Simon über Antisemitismus in: Hermann Bahr; Hermann Greive (Hrsg.): Der Antisemitismus: Ein internationales Interview. Jüdischer Verlag, Königstein 1979 (Neuauflage 2005), S. 61–64, ISBN 3-7610-8043-3.